# Tersilochus
Tersilochus är ett släkte av steklar som beskrevs av Holmgren 1859. Tersilochus ingår i familjen brokparasitsteklar.

## Bildgalleri

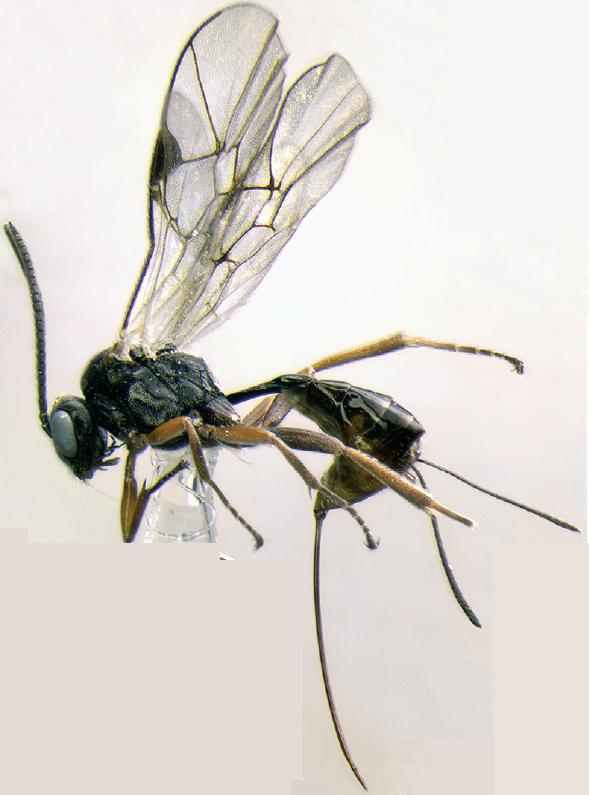
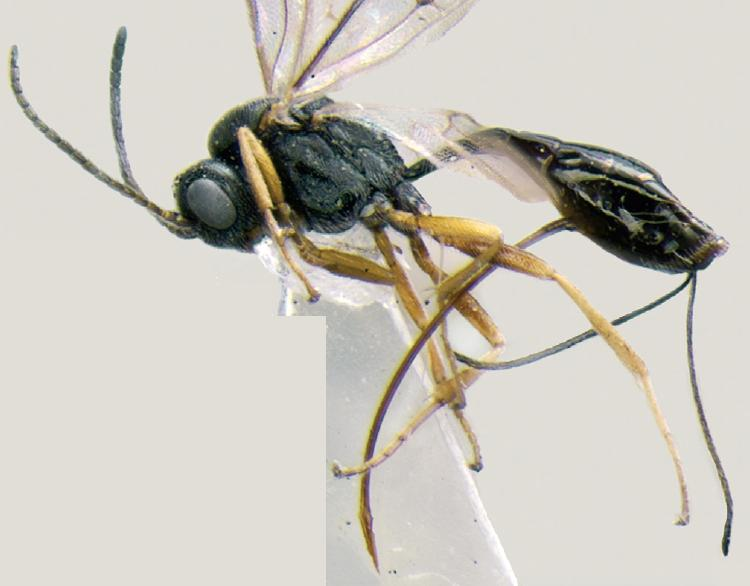

## Dottertaxa tillTersilochus, i alfabetisk ordning[1][2]
- Tersilochus abyssinicus
- Tersilochus acutangulus
- Tersilochus apicator
- Tersilochus asper
- Tersilochus brevissimus
- Tersilochus bulyuki
- Tersilochus caudatus
- Tersilochus coeliodicola
- Tersilochus cognatus
- Tersilochus conotracheli
- Tersilochus consimilis
- Tersilochus curvator
- Tersilochus deficiens
- Tersilochus dentatus
- Tersilochus dilatatus
- Tersilochus ensifer
- Tersilochus fenestralis
- Tersilochus filicornis
- Tersilochus fulvipes
- Tersilochus griseolus
- Tersilochus heterocerus
- Tersilochus hungaricus
- Tersilochus intermedius
- Tersilochus jocator
- Tersilochus junius
- Tersilochus kerzhneri
- Tersilochus lapponicus
- Tersilochus liopleuris
- Tersilochus longicaudatus
- Tersilochus longicornis
- Tersilochus longulus
- Tersilochus luteicornis
- Tersilochus meridionalis
- Tersilochus microgaster
- Tersilochus montanus
- Tersilochus nitens
- Tersilochus nitidipleuris
- Tersilochus obliquus
- Tersilochus obscurator
- Tersilochus orientalis
- Tersilochus petiolaris
- Tersilochus quercetorum
- Tersilochus rossicus
- Tersilochus ruberi
- Tersilochus rubrigaster
- Tersilochus rufovarius
- Tersilochus rugulosus
- Tersilochus rusticulus
- Tersilochus saltator
- Tersilochus sericeus
- Tersilochus similis
- Tersilochus spiracularis
- Tersilochus stenocari
- Tersilochus striola
- Tersilochus subdepressus
- Tersilochus sulcatus
- Tersilochus terebrator
- Tersilochus thuringiacus
- Tersilochus thyridialis
- Tersilochus triangularis
- Tersilochus tripartitus
- Tersilochus ungularis
- Tersilochus varius